# Caridina laevis
Caridina laevis är en kräftdjursart som beskrevs av Heller 1862. Caridina laevis ingår i släktet Caridina och familjen Atyidae. Inga underarter finns listade i Catalogue of Life.